# كالفين بلامر
كالفين بلامر (بالإنجليزية: Calvin Plummer)‏ (14 فبراير 1963 - ) هو مدرب كرة قدم ولاعب كرة قدم بريطاني في مركز جناح ‏. لعب مع ديري سيتي ونادي تشيسترفيلد ونوتينغهام فورست.

## وصلات خارجية
- كالفين بلامر على موقع قاعدة بيانات كرة القدم.إي يو (الإنجليزية)